# Meidamonella
Meidamonella es un género de foraminífero bentónico de la subfamilia Eggerellinae, de la familia Eggerellidae, de la superfamilia Eggerelloidea, del suborden Textulariina y del orden Textulariida. Su especie tipo es Gaudryina baccata var. novangliae. Su rango cronoestratigráfico abarca desde el Eoceno hasta la Actualidad.

## Discusión
Meidamonella ha sido considerado un sinónimo posterior de Karreriella.
Clasificaciones previas incluían Meidamonella en la superfamilia Textularioidea, del suborden Textulariina y del orden Textulariida.

## Clasificación
Meidamonella incluye a las siguientes especies:
- Meidamonella bradyi
- Meidamonella chapapotensis
- Meidamonella chilostoma
- Meidamonella novangliae, considerado como Karreriella novangliae
- Meidamonella parkerae, considerado como Karreriella parkerae